# Tacparia
Tacparia là một chi bướm đêm thuộc họ Geometridae.